# Буняра
Буня̀ра (на италиански: Bugnara) е село и община в Южна Италия, провинция Акуила, регион Абруцо. Разположено е на 580 m надморска височина. Населението на общината е 1088 души (към 2010 г.).